# Chiasmia
Cet article possède des paronymes, voir Chasma et Chiasma (homonymie).
Genre
Chiasmia est un genre de lépidoptères de la famille des Geometridae, de la sous-famille des Ennominae, de la tribu des Macariini.

## Systématique
- Le genre Chiasmia a été décrit par l'entomologiste allemand Jakob Hübner en 1823[1].
- L'espèce type pour le genre est Phalaena clathrata (Linné)

### Synonymie
- Hercyna (Stephens, 1829)[2]
- Arte (Stephens, 1829)[3]
- Strenia (Duponchel, 1829)[4]

### Taxinomie
Liste (partielle) des espèces
- Chiasmia clathrata (Linnaeus, 1758)[5] - Géomètre à barreaux
- Chiasmia goldiei (Druce, 1882)[6]
- Chiasmia gueyei (Sircoulomb, 2009)[7]
- Chiasmia marmorata (Warren, 1897) [8]

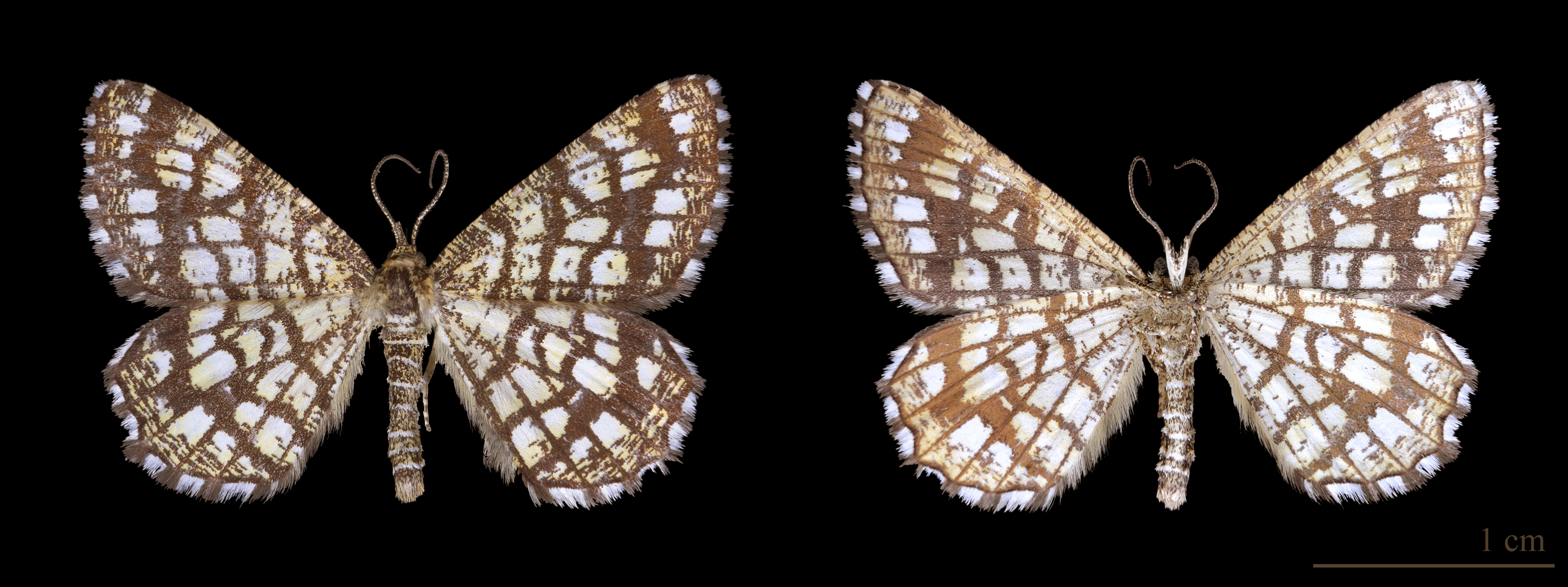
Chiasmia clathrata - MHNT